# Laventie
Laventie – miejscowość i gmina we Francji, w regionie Hauts-de-France, w departamencie Pas-de-Calais.
Według danych na rok 1990 gminę zamieszkiwało 4410 osób, a gęstość zaludnienia wynosiła 243 osób/km² (wśród 1549 gmin regionu Nord-Pas-de-Calais Laventie plasuje się na 200. miejscu pod względem liczby ludności, natomiast pod względem powierzchni na miejscu 78.).
Głównym punktem miasta jest plac 8 maja 1945, na którym znajduje się ratusz oraz kościół św. Wedasta. Oba budynki powstały na przełomie lat 20. i 30. XX wieku podczas odbudowy miasta po zniszczeniach I wojny światowej. W Laventie znajdują się liczne cmentarze wojskowe z czasów I wojny światowej - pięć nekropolii żołnierzy ententy oraz jedna żołnierzy niemieckich, na której spoczywa wielu żołnierzy narodowości polskiej.
Laventie jest stolicą historycznego regionu L'Alloeu.

## Współpraca
- Iserlohn, Niemcy